# Phlomis tathamiorum
Phlomis tathamiorum  là một loài thực vật có hoa trong họ Hoa môi. Loài này được R.M.Haber & Semaan mô tả khoa học đầu tiên năm 2002.